# Olof Unæus
Olof Unæus, död 3 januari 1760, var en svensk borgmästare.

## Biografi
Olof Unæus var son till kyrkoherden Johannes Unæus i Luleå landsförsamling och Anna Hansdotter Drake. Han blev 1714 student vid Uppsala universitet. Unæus arbetade därefter som krigskommissarie blev 1735 borgmästare i Luleå stad. Han var riksdagsman vid riksdagen 1740–1741 och avled 1760.

### Familj
Unæus var gift med Birgitta Östman.